# Euxoa simulatrix
Euxoa simulatrix är en fjärilsart som beskrevs av Jacob Hübner 1824. Euxoa simulatrix ingår i släktet Euxoa och familjen nattflyn. Inga underarter finns listade i Catalogue of Life.